# Tweede Matabele-oorlog
De Tweede Matabele-oorlog, ook bekend als de Matabele-opstand of de Eerste Chimurenga, was een koloniale oorlog tussen de British South Africa Company en de Matabele en Shona van Rhodesië in het tegenwoordige Zimbabwe.

## Voorgeschiedenis
In 1893-1894 werd het Koninkrijk Mthwakazi door de British South Africa Company veroverd in de Eerste Matabele-oorlog. Het land werd omgedoopt tot de Britse kolonie Rhodesië en de Matabele en Shona werden Britse onderdanen. In 1896 werd het land geplaagd door een lange periode van droogte, sprinkhanenplagen en runderpest. Een spirituele leider van de Matabele genaamd Mlimo gaf de kolonisten de schuld en zweepte zijn volk op om in opstand te komen.
Eind 1895 viel Leander Starr Jameson met het Rhodesische leger de Zuid-Afrikaansche Republiek binnen in de zogenaamde Jameson Raid. Jameson en zijn mannen werden verslagen en gevangengenomen, waardoor Rhodesië vrijwel weerloos was.

## Verloop
Op 20 maart 1896 werden 141 kolonisten vermoord in Matabeleland, gevolgd door 103 anderen op 14 juni in Mashonaland. In de steden Salisbury en Bulawayo werden door de kolonisten laagers opgesteld bij wijze van verdediging. Bulawayo werd door de Matabele belegerd en vanwege het gebrek aan manschappen in Rhodesië werden Britse troepen vanuit Zuid-Afrika gestuurd om de stad te ontzetten.

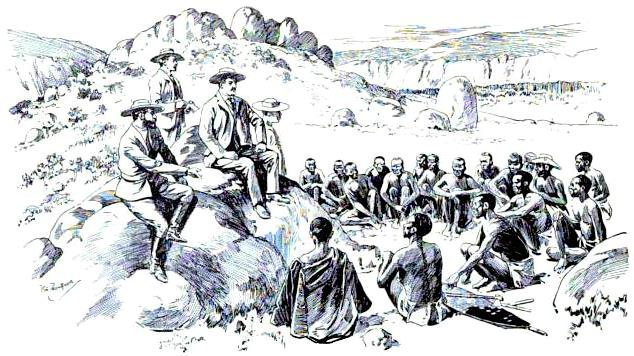
Rhodes sluit vrede met de Matabele

Toen het Britse leger in mei eindelijk bij Bulawayo arriveerde, vluchtten de Matabele de Matoboheuvels in. Mlimo werd geëxecuteerd door Frederick Russell Burnham. Cecil Rhodes en zijn gezelschap liepen hierop ongewapend op de Matabele af en na een lange discussie wist hij de Matabele over te halen om de strijdbijl te begraven.

### Scouting
De Tweede Matabele-oorlog was eveneens een doorslaggevende gebeurtenis in de geschiedenis van de scouting. Hier ontmoette Robert Baden-Powell namelijk Frederick Russell Burnham, zijn belangrijkste inspiratiebron achter de beweging.